# Adolf Merckle
Adolf Merckle (Dresden, 18 maart 1934 - Blaubeuren, 5 januari 2009) was een Duits industrieel, investeerder en jurist. In 2006 stond Merckle nog op de derde plaats als rijkste Duitser. Op de lijst van rijkste mensen ter wereld van het Amerikaanse zakentijdschrift Forbes stond Merckle op nummer 94. Zijn totale vermogen werd geschat op 6,8 miljard euro.

## Levensloop
Merckle werd geboren in een rijke ondernemersfamilie, meest van zijn bezit verkreeg hij uit erfenissen. Hij ontwikkelde de medicijnengroothandel van zijn Boheemse grootvader in Duitslands grootste farmacieconcern, Phoenix Pharmahandel dat in 2006 een omzet haalde van 16,3 miljard euro. Zijn familie is eveneens in het bezit van het farmacieconcern Ratiopharm plus grote delen van cementfabrikant HeidelbergCement en vrachtwagenfabrikant Kässbohrer.
Adolf Merckle werkte tot 1967 na een studie rechtsgeleerdheid in Tübingen, Hamburg en Grenoble als advocaat; in dit jaar erfde hij van zijn vader de farmaciegroothandel in Blaubeuren. Hier haalde hij een omzet uit van 4 miljoen DM per jaar. Direct begon Merckle met het uitbouwen van het farmacieconcern. In 1974 richtte hij het bedrijf Ratiopharm op dat is gespecialiseerd in het produceren van generieke geneesmiddelen.

### Financiële problematiek
Het zakenimperium van Merckle kwam eind oktober 2008 in financiële problemen, aanleiding was miljoenenverlies door speculatie in de Duitse autofabrikant Volkswagen waarbij hij speculeerde op waardedaling van de aandelen, terwijl de koers gedurende een korte tijd juist sterk steeg. Het familiebedrijf heeft hierdoor een verlies geleden van 400 miljoen euro. Maar ook zijn aandeel in HeidelbergCement slonk aanzienlijk door de crisis; hierdoor kampte Merckle met torenhoge schulden, waardoor hij in grote liquiditeitsproblemen is gekomen.

### Dood
Zijn onvermogen om de situatie onder controle te houden, de uitzichtloze positie van zijn bedrijven en een diep gevoel van schaamte en gezichtsverlies deden Merckle beslissen tot zelfmoord. Op 5 januari 2009 wierp hij zich voor een trein nabij zijn woonplaats Blaubeuren waar hij woonde met zijn vrouw en vier kinderen. Merckle heeft een afscheidsbrief achtergelaten, de inhoud is echter niet openbaar gemaakt.Adolf Merckle werd 74 jaar oud.